# White Island (Ross-Archipel)
White Island ist eine Insel des Ross-Archipels, die 30 Kilometer lang und 218 km² groß ist und aus dem Ross-Schelfeis rund zwei Kilometer östlich von Black Island herausragt, von dieser getrennt durch die White Strait. Sie erreicht im Mount Nipha eine Höhe von 762 m. Die Insel wurde durch die Discovery-Expedition von 1901 bis 1904 entdeckt und nach dem die Insel bedeckenden Schneemantel benannt.
Die Insel ist ein aus zwei Schildvulkanen und darauf aufsitzenden pyroklastischen Kegeln gebildeter Vulkankomplex. Die jüngsten von diesem ausgestoßenen Gesteine wurden auf ein Alter von 170.000 Jahren datiert. Es gibt keine Anzeichen von vulkanischer Aktivität während des Holozäns.

## Karte

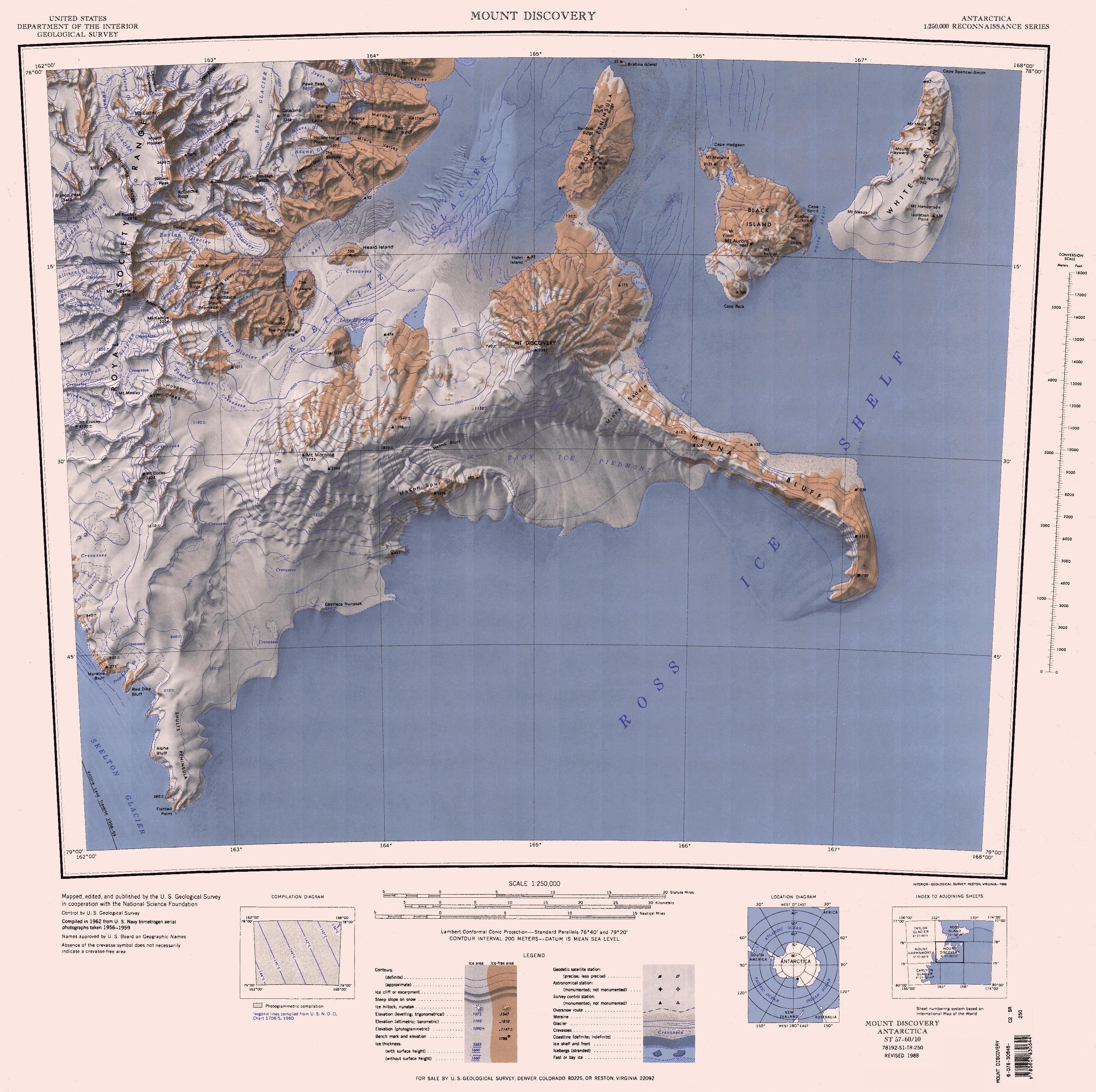
Kartenblatt mit Black Island und White Island im Nordosten